# Jonathan Buatu
Jonathan Buatu, né le 27 septembre 1993 à Liège en Belgique, est un footballeur international angolais. Il évolue actuellement au Gil Vincente au poste de défenseur central. Il possède également la nationalité belge.

## Biographie

### En club
Le 25 avril 2010, alors seulement âgé de 16 ans et six mois, il fait ses débuts professionnels.
Lors du derby wallon opposant; les Zèbres aux Rouches au Stade du Pays de Charleroi.
Une rencontre sans réel enjeu, dans le cadre des playoff 2. L'effectif liégeois comptait néanmoins dans ses rangs Carcela, Defour, Mangala, Pocognoli, Daerden…
La saison suivante, n'étant pas prolongé du côté de Sclessin, c'est le KRC Genk qui s'acquière les services de Jonathan Buatu. Il s'est impose rapidement au sein du noyau B (se voyant même attribuer le brassard de capitaine) mais il n'aura pas la chance d'intégrer le noyau A. Le désir de jouer l'a alors éloigné du Limbourg et l'a conduit vers l’échelon inférieur.
Pour se relancer, il a tenté le challenge de la D2 (ancienne appellation) au RWDM Brussels.
L'expérience fut peu concluante. La collaboration avec le club bruxellois a été interrompue d'un commun accord.
Après des essais concluants outre-Manche, le natif liégeois, intègre le club londonien de Fulham.
Il y a évolué deux saisons, période durant laquelle il croisera un certain Robin van Persie (sommé de tâter le  cuite avec le noyau B de Man U par Van Gaal).
Une fois de plus, le belgo-angolais s'est imposé dans le noyau B, portant ainsi le brassard de capitaine. Néanmoins il n'a pas été prolongé au terme de sa seconde saison.
C'est donc libre de tout engagement qu'il retrouve la Jupiler Pro League (5ans après sa première apparition) en rejoignant Waasland-Beveren. cette fois. Il y évoluera 3 saisons.
Saison 2018-2019, nouveau challenge, l'international angolais pose ses valises à Rio Ave FC au Portugal.

### En équipe nationale

#### Avec la Belgique
Jonathan Buatu est sélectionné en équipe de Belgique avec les jeunes, des moins de 17 ans jusqu'au moins de 19 ans.

#### Avec l'Angola
Il reçoit sa première sélection en équipe d'Angola le 3 août 2014, en amical contre l'Éthiopie (victoire 1-0). Jonathan Buatu dispute sa première compétition internationale lors de la Coupe d'Afrique des nations 2019 en Égypte. En décembre 2023, il est retenu dans la liste des vingt-sept joueurs angolais sélectionnés par Pedro Gonçalves pour disputer la Coupe d'Afrique des nations 2023.